# Periophthalmus waltoni
Periophthalmus waltoni es una especie de peces de la familia de los Gobiidae en el orden de los Perciformes.

## Morfología
Los machos pueden llegar a alcanzar los 15 cm de longitud total.

## Distribución geográfica
Se encuentra desde el Golfo Pérsico hasta el Pakistán.

## Observaciones
Es inofensivo para los humanos.